# Manolo el Malagueño
Manuel Pendón Rodríguez, conocido como Manolo el Malagueño (Málaga, 1912 - Sevilla, 5 de noviembre de 1975) fue un cantaor español de flamenco.

## Carrera artística
Inició su carrera artística como cantaor cancionero en Andújar (Jaén), en el año de 1930, actuando también con mucha frecuencia en Córdoba. Si bien hasta ese momento no pasa de ser un modesto aficionado al que se le da bien el cante, sería en 1943 cuando el gran Pepe Marchena, reconociendo la capacidad del joven malagueño, hace que debute como profesional en el Teatro Fontalba de Madrid, en un gran espectáculo titulado La encontré en la serranía, siendo Enrique Rambal el empresario. El espectáculo fue un gran éxito, el éxito le acompañaría durante el resto de su carrera siendo admirado por grandes hombres de la cultura como Jacinto Benavente.
El cante de Manolo el Malagueño se caracterizaba por ser un cante dulce, aunque empezó imitando a su maestro Pepe Marchena, luego fue tomando otros aires preferentes dedicados a la canción, teniendo mucho éxito y siendo muy admirador por la mayoría del público de su época, en la radio era muy solicitados sus discos. Acturó en distintas ocasiones en el mítico Circo Price de Madrid, siempre acompañado con un buen elenco de cantaores de su mejor época. 
De entre sus muchos éxitos siempre será recordado su canción del Niño perdido.